# Phelipe Rodrigues
Phelipe Andrews Melo Rodrigues (nascido em 10 de agosto de 1990, Recife, Pernambuco) é um nadador paralímpico do Brasil, competindo principalmente na categoria de eventos S10. É o maior medalhista do país nas Paralimpíadas de Paris 2024, tendo conquistado 9 medalhas em Jogos Paralímpicos, sendo 4 pratas e 5 bronzes.

## Biografia
Phelipe Rodrigues nasceu com um pé torto e foi submetido a duas cirurgias quando tinha apenas quatro semanas de vida. Após a segunda cirurgia, quando o pé estava na posição correta, ele teve uma infecção que fez com que o joelho, e principalmente o tendão, parassem de crescer, o que impediu os movimentos do pé direito devido à fraqueza do joelho. 
Começou a nadar aos 8 meses como fisioterapia. Ele também experimentou muitos esportes diferentes, mas sua paixão desde criança era a natação.

## Primeiras competições
Suas primeiras competições foram para a “Academia Movimento”, localizada em Olinda-PE. Disputou 4 anos por sua equipe. Em 2007, mudou-se para João Pessoa - PB e ingressou na Seleção Estadual do CIEF, onde arquivou medalhas de ouro regionais e duas vezes o 3º lugar em competições nacionais com nadadores sãos (não portadores de deficiência).

## Esportes paralímpicos
Aos 18 anos de idade, Phelipe fez parte da seleção brasileira que viajou a Pequim para as Paraolimpíadas de verão de 2008. Ele competiu nas provas de 100 metros e 50 metros livre, onde conquistou a prata atrás do compatriota André Brasil. Em seu próximo jogo paraolímpico em Londres 2012, ele arquivou outra medalha de prata nos 100 metros livre, o quarto lugar na prova de 50 metros livre  e o quinto nos 100 metros borboleta.
Ele também participou dos Jogos Para-Panamericanos de Guadalajara - México, em 2011, onde conquistou 5 medalhas, 3 medalhas de prata (50m, 100m, 400m estilo livre) e 2 medalhas de ouro (4 × 100m estilo livre e 4 × 100m medley).
Após as Paralimpíadas de 2012, Rodrigues aceitou o convite para treinar em Manchester, onde ficou até o final de 2014, antes de retornar ao Brasil. 
Nas Paraolimpíadas do Rio 2016, Rodrigues conquistou duas medalhas de prata, sendo uma nos 50 metros livres (4 x 100 metros livres) e a outra em 34pts, e duas de bronze, nos 100 metros livre (4 × 100m medley) e em 34pts.
Nas Paraolimpíadas de Tóquio 2020, Phelipe conquistou bronze na final dos 50 metros livres da classe S10. 
Nas Paralimpíadas de Paris 2024, Phelipe conquistou a prata nos 50 metros livre da classe S10.